# Jacqueline hainaut-i grófnő
Jacqueline vagy Jakoba (1401. augusztus 16. – 1436. október 8.) II. Vilmos bajor herceg egyetlen törvényes gyermeke, aki apja halála után 1417-ben örökölte Hainaut, Holland és Zeeland grófságokat. Jacqueline volt a grófságok utolsó uralkodója a bajor származású Wittelsbach-házból. Halála után minden birtokát III. Fülöp burgundi herceg örökölte.

## Élete

### Fiatalkora
1401. augusztus 16-án született a Le Quesnoy-i kastélyban szülei, II. Vilmos bajor herceg, hainaut-i és holland gróf és Burgundi Margit egyetlen gyermekeként. Születésétől fogva apja birtokainak örököse volt. 22 hónapos korában, 1403. május 5-én Párizsban, majd három évvel később, 1406. június 29-én Compiègne-ben is eljegyezték VI. Károly francia király negyedik fiával, János touraine-i herceggel. A két gyermeket Jacqueline apja nevelte Le Quesnoy-i udvarában, mivel arra készült, hogy örökébe lépnek. A házassághoz 1411. április 22-én adta hozzájárulását XII. Gergely pápa, az esküvőt Jacqueline 14. születésnapja előtt pár nappal, 1415. augusztus 6-án tartották Hágában.
1415. december 15-én meghalt Jacqueline férjének legidősebb bátyja, Lajos guyenne-i herceg, a francia trón örököse. Helyére János lépett, aki azonban 1417. április 4-én Compiègne-ben váratlanul meghalt. Két hónappal később, május 31-én Jacqueline apja is meghalt.

### Második házassága és örökösödési problémák
Trónra lépése után Jacqueline-nak férjet kellett keresni. Gyámja, I. János burgundi herceg unokatestvérét, IV. János brabanti herceget szemelte ki számára. A házasságra 1418. április 18-án került sor Hágában.
Ezzel egy időben gyűlt meg a baja Jacqueline-nek nagybátyjával, Jánossal, aki ekkor Liège püspöke volt és magának követelte a grófságokat. Jacqueline és nagybátyja között kitört a polgárháború, amelyben Jacqueline apja támogatóira, a "Horgok" pártra tudott támaszkodni (akik ekkor a kisebb városok és a kisnemesség érdekeit képviselték). János burgundi herceg ugyan megpróbált közvetíteni a két fél között, de csak egy fegyverszüneti megállapodást írtak alá 1419-ben, majd újra kezdődött a váltakozó sikerű háború, amelynek csak János halála vetett véget 1425-ben.
A polgárháború során Jacqueline rájött, hogy sem férjétől, sem anyjától nem számíthat segítségre és ezért Angliában, V. Henrik angol király udvarában keresett menedéket. Angliába érkezése után Jacqueline-t Humphrey gloucesteri herceg, Henrik király öccse üdvözölte, aki csak a király ellenkezése miatt nem tudta feleségül venni, de a király udvarának megbecsült tagja volt.

### Harmadik házassága
Henrik váratlan halála után Jacqueline második házasságát az avignoni ellenpápa, XIII. Benedek 1422. március 7-én érvénytelennek nyilvánította, és ezután feleségül mehetett Humphrey-hez. A szertartást sietve szervezték meg és 1423. március 7-e előtt tartották az angliai Hadleigh városban. 1424-ben Jacqueline egy halva született gyermeket hozott a világra. 1425 októberében Humphrey zsoldosserege élén partra szállt Flandriában és egészen Brüsszelig hatolt előre, miközben felégette a vidéket. III. Fülöp burgundi herceg előbb háborúval fenyegetőzött, majd párbajra hívta ki Humphrey-t, de így sem sikerült elkerülni a fegyveres összecsapást. 1425 végén Humphrey 24 hajón mintegy 2000 fegyverest küldött Zeelandba, hogy a grófságot meghódítsa feleségének. Azonban a helyi városok nem tudtak segítséget nyújtani, Jacqueline-nek nem volt saját serege és Fülöp burgundi herceg 1426. január 13-án szinte teljesen megsemmisítette az angol sereget. Bár később a burgundi herceg kiegyezett Humphrey-vel, a kettejük között kitört konfliktus végzetes hatással volt a százéves háborúban a franciák ellen szervezett angol-burgundi szövetség sorsára.
1426. február 13-án Humphrey elhagyta Németalföldet és soha nem is tért vissza oda. Jacqueline-t Mons városában ostrom alá vette Fülöp és kénytelen volt megadni magát, majd Gent várában tartották ezután fogságban. Fogsága alatt férje elzálogosította Holland és Zeeland grófságokat Fülöpnek, aki közvetlen irányítása alá vette ezeket a területeket.

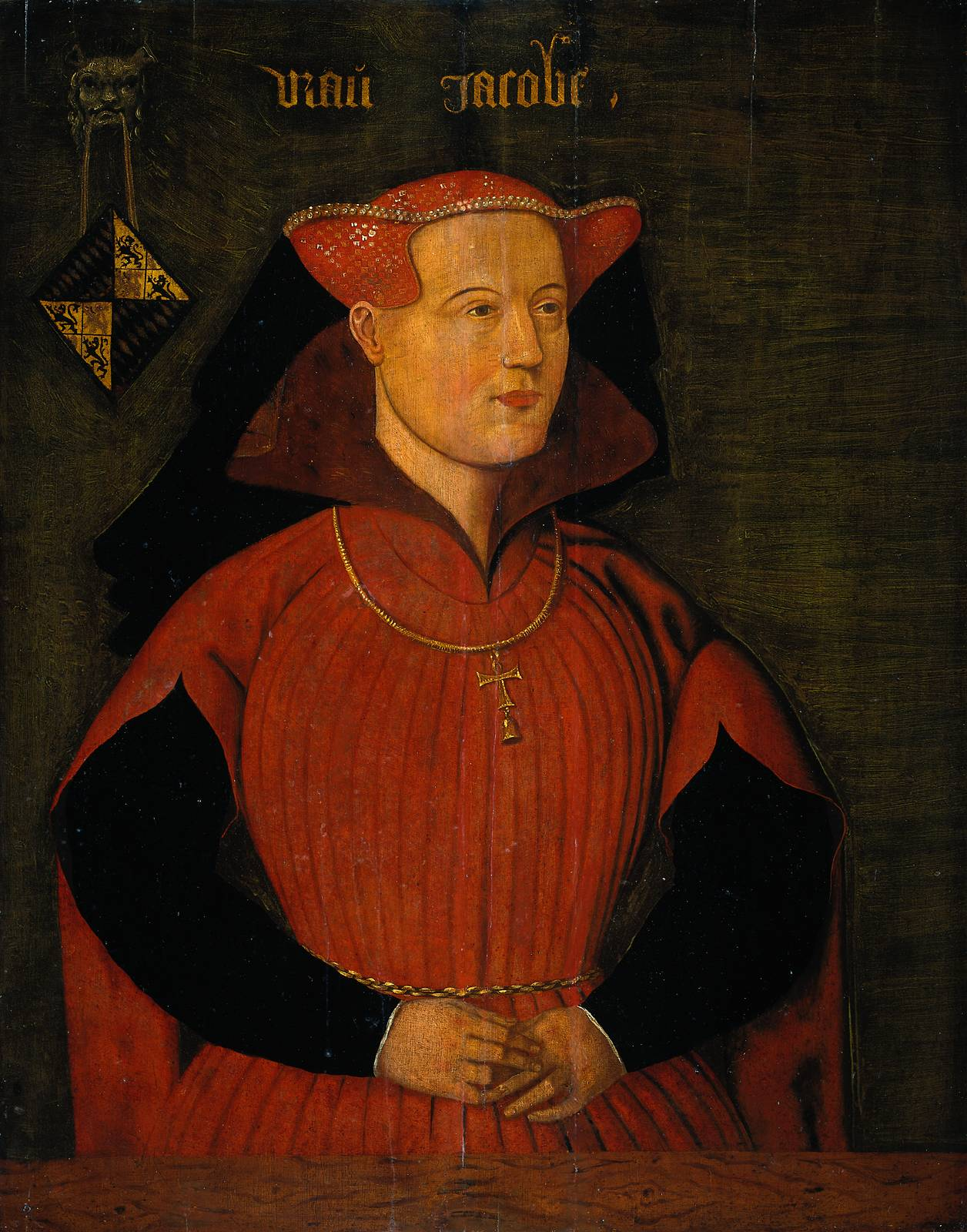
Jacqueline 1435 körül

Jacqueline két lovag segítségével szökött meg Gentből, akik férfiruhába öltöztették és úgy sétáltak ki vele a várból. Ezután Jacqueline Holland Grófságba menekült, ahol több-kevesebb sikerrel próbálta meg felvenni a harcot Fülöppel, Jánossal és az ellene szövetkezett holland várossokkal. 1427. április 17-én ugyan meghalt előző férje, de V. Márton pápa kijelentette, hogy Jacqueline második házassága IV. János brabanti herceggel mégis érvényes volt, vagyis érvénytelenítette Humphrey-vel kötött házasságát (aki ezt kihasználva feleségül is vette szeretőjét, Eleanor Cobham-et).
1428. július 3-án Jacqueline kiegyezett Fülöp burgundi herceggel: a delfti egyezség értelmében Jacqueline megtarthatta címeit, de grófságainak irányítását Fülöp vette át és örökösének is Fülöpöt nevezte meg.
1430-ban Fülöp is elzálogosította Holland és Zeeland grófságokat a Borssele családnak és a család feje, Frank van Borssele vette át Jacqueline pénzügyeinek ellenőrzését is. 1432-ben Jacqueline és Frank van Borssele titokban összeházasodtak és Holland Grófságban felkelést szítottak Fülöp ellen, aki válaszul megszállta a grófságot és börtönbe zárta Jacqueline férjét. Csak 1432 áprilisában egyeztek ki, amikor Jacqueline végleg lemondott címeiről és férje birtokára vonult vissza. 1434. március 1-jén nyíltan is összeházasodtak, Fülöp pedig Jacqueline férjét Oostervant grófjának nevezte ki.
1436. október 9-én halt meg a teylingeni kastélyban, feltehetően tuberkulózis következtében, de egyes források szerint Fülöp parancsára meggyilkolták Halála után Hainaut, Holland és Zeeland végleg a burgundi hercegek birtokába került.

## Fordítás
- Ez a szócikk részben vagy egészben  a   Jacqueline, Countess of Hainaut című angol Wikipédia-szócikk ezen változatának fordításán alapul.  Az eredeti cikk szerkesztőit annak laptörténete sorolja fel. Ez a jelzés csupán a megfogalmazás eredetét és a szerzői jogokat jelzi, nem szolgál a cikkben szereplő információk forrásmegjelöléseként.